# Ferenc Kocsur
Ferenc Kocsur   (Brunssum, 2 de setembre de 1930 - Niça, 19 de setembre de 1989) també conegut com a Jacques Koczur o Ferry o François Koczur, va ser un futbolista i entrenador de futbol francohongarès que va representar la selecció francesa.
Va adquirir la nacionalitat francesa per naturalització el 27 de gener de 1950.